# 周永茂
周永茂（1931年5月15日—），浙江镇海人，核反应堆工程专家，中国工程院院士。

## 生平
1955年，毕业于交通大学。1958年，毕业于苏联莫斯科动力学院。1995年，当选为中国工程院院士。长期工作在核工业第一线，主持、设计和建造了多种反应堆。
- 设计完成了双流程堆芯核潜艇核动力堆主体的早期方案。
- 主持开展了首次为生产堆、动力堆、游泳池堆的核燃料元件与氚靶元件的国产化工艺定型验证。
- 参与了高通量堆设计建造（此种方案国外尚无先例）的重大决策。
- 中国核工业第二次创业期间，周永茂领导民用核反应堆的开发，在国内外先后主持建造了4座民用核反应堆，取得了巨大经济效益。
- 主持开发了系列核医疗器械，如中子照射器等用于脑瘤诊断。